# Theca externa
Die Theca externa ist die äußere Schicht der Theca folliculi, eines Bindegewebesaumes, welcher den Follikel im Eierstock im fortgeschrittenen Reifestadium umgibt. Die Theca externa entsteht im Stadium des Tertiärfollikels, wo sich der Bindegewebesaum in die Theca externa und die Theca interna differenziert. Die Theca externa besteht aus Bindegewebe, dessen Zellen Fibroblasten gleichen, und enthält große Mengen Kollagen. Während der Ovulation bewirkt der Anstieg des luteinisierenden Hormons (LH) eine Erhöhung des cyclischen Adenosinmonophosphats (cAMP), wodurch sich wiederum die Produktion von Progesteron und Prostaglandin F2α (PGF2α) erhöht. Das PGF2α löst die Kontraktion der feinen Muskelzellen der Theca externa aus und erhöht dadurch den intrafollikulären Druck. Dies unterstützt die Loslösung der reifen Eizelle, oder – bei Hunden – der unreifen Eizelle im Germinalvesikelstadium, zusammen mit einer Zersetzung des Plasmins und der Kollagenase der Follikelwand.